# Буду с тобой
«Буду с тобой…» — третий студийный альбом белорусской певицы Инны Афанасьевой, является результатом трехлетней работы.

18 декабря состоялся релиз диска. Дистрибьютором пластинки выступила компания West Records.
- Название диска выбрано не случайно, я никогда не собираюсь покидать Вас, — подчеркивает Инна, — Это далеко не последний мой альбом, а слова «Буду с тобой» всегда согревают, неважно, кому вы их произнесете: любимому, подруге, своим близким и родным или любимой публике.

## Список композиций
- Буду с тобой /сл. и муз. К. Слука/
- Перечитай /сл. Ю. Быкова, муз. Е. Олейник/
- Когда-нибудь /сл. и муз. Е. Хрусталев/
- Небо /сл. О. Рыжикова, муз. Л. Ширин/
- Между строк /сл. и муз. Я. Ракитин/
- Люби меня нежно /сл. и муз. Е. Чалышев/
- Теряли /сл. О. Рыжикова, муз. Л. Ширин/
- И только сны… /сл. Н. Ладыгина, муз. Г. Маркевич/
- Больно /сл. и муз. Я. Ракитин и Ю. Ващук/
- Вспоминай /сл. и муз. С. Толкунов/
- Зажигалки /сл. и муз. К. Слука/ Бонус:
- Звезды (Remix) /сл. Ф. Боровой, муз. Г. Маркевич/
- Буду с тобой (Remix) /К. Слука/

## Критика
Музыкальный белорусский гид Exsperty.by смешано оценил альбом.
- Самое главное, что Инна сделала правильные выводы по музыкальной части. Она оставила попытки быть архимодной, которые завели её на прошлом диске в абсолютно допотопный евро-поп и карикатурное танцевальное техно. С точки зрения материала альбом «Буду с тобой» в чём-то более традиционно-эстрадный, но звучит (особенно по белорусским меркам) совершенно адекватно благодаря удачно выбранной аранжировочной палитре с аккуратными семпловыми вставками. Московское сведение и мастеринг (все остальное делалось в Минске) тоже дают о себе знать.